# Хобро
Хобро (дан. Hobro) је град у Данској, у северном делу државе. Град је у оквиру покрајине Северне Данске, где са околним насељима чини једну од општина, Општину Маријагерфјорд.

## Природни услови
Хобро се налази у северном делу Данске. Од главног града Копенхагена, град је удаљен 360 километара северозападно. Најближи значајнији град је Олборг, 50 километара северно од Тистеда.
Град Хобро се налази у северном делу данског полуострва Јиланд, у заливу Маријагер, дела Северног мора. Град се образовао на дну датог залива. Подручје око града је бреговито. Надморска висина града креће се од 0 до 55 метара.

## Историја
Подручје Хоброа било је насељено још у доба праисторије. Данашње насеље није било већег значаја све до 1800. године, када се почело развијати у обласно трговиште.
И поред петогодишње окупације Данске (1940-45.) од стране Трећег рајха Хобро и његово становништво нису много страдали.

## Становништво
Хобро је 2010. године имао око 12 хиљада у градским границама и око 43 хиљаде са околним насељима.

## Збирка слика
- Аделгаде, пешачка улица у Хоброу
- Главна градска црква Хоброа
- Градско читалиште
- Хобровско позориште